# 海因里希·奧伯斯
海因里希·威廉·马蒂亚斯·奥伯斯（德語：Heinrich Wilhelm Matthias Olbers，1758年10月11日—1840年3月2日），德國天文學家、醫生及物理學家。

## 生平
他出生於阿爾卑爾根，及後於哥廷根大學習醫，於1780年。畢業後，他開始於不萊梅學習醫藥，並於晚上進行天文觀測。
在1802年，奧伯斯發現並命名了智神星，5年後，再發現灶神星，這次他讓高斯來命名此小行星。在1815年3月6日，他又發現了一顆週期彗星：13P/Olbers。
在1826年他提出了夜空為甚麼是漆黑的疑問，人稱奧伯斯佯謬。
他於不萊梅逝世，終年81歲。

## 家庭
奧伯斯曾結婚兩次，有一子活到成年。

## 榮譽

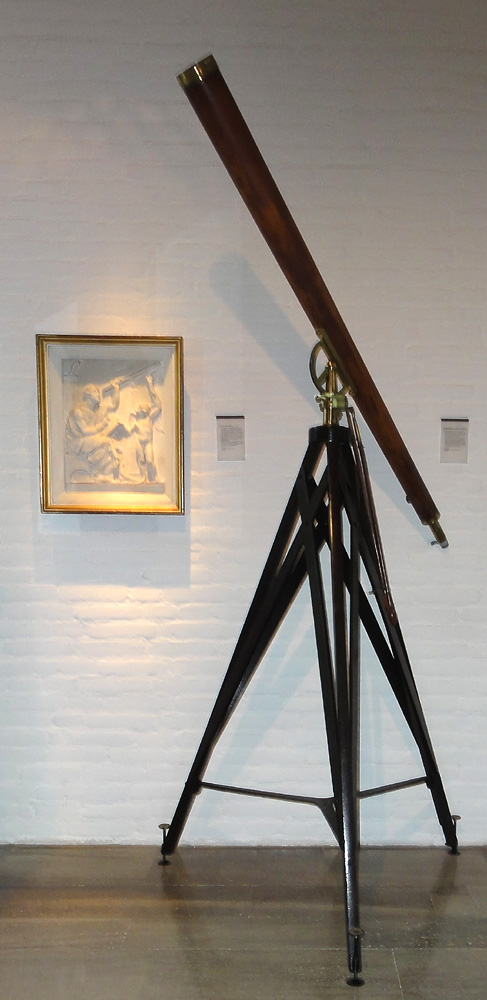
奧伯斯使用的望遠鏡，現存於不萊梅福克博物館。

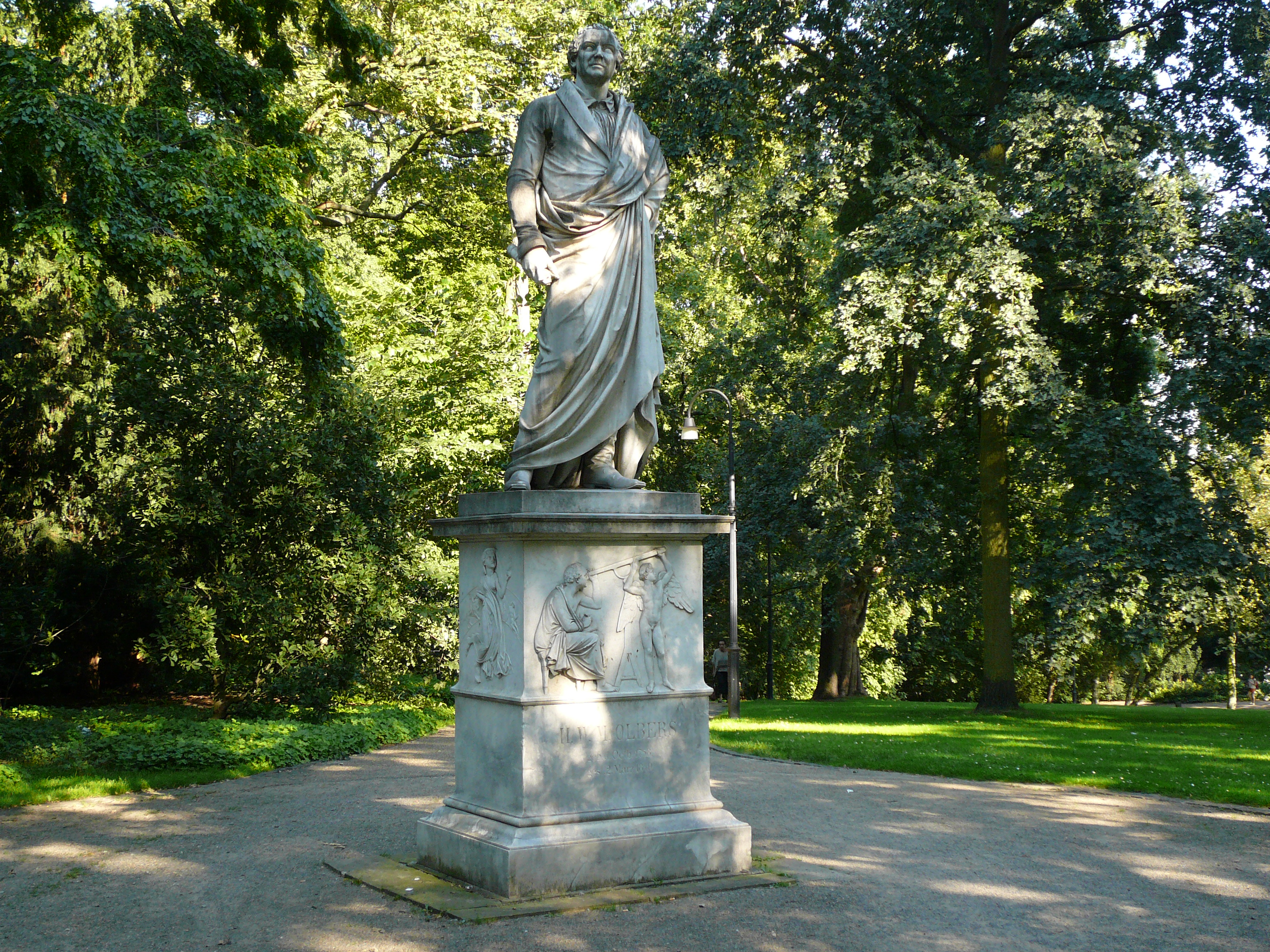
在不萊梅的奧伯斯全身雕像。

- 1804年被選為英國皇家学会院士[1]。
- 1827年被選為瑞典皇家科學院院士。

## 以奧伯斯命名的天體
為紀念奧伯斯在天文學上的貢獻，以下的天體皆以他來命名。
- 小行星1002 Olbersia
- 月球上的奧伯斯環形山
- 奧伯斯彗星
- 灶神星上一個直徑200公里的暗淡反照率特徵。

## 相關連結
- 奧伯斯佯謬

## 延伸閱讀
- Cunningham, C. J. . Star Lab Press. 2006. ISBN 0-9708162-5-1.

- Bessel, F. W. . Astronomische Nachrichten. 1845, 22 (18): 265. Bibcode:1845AN.....22..265B. doi:10.1002/asna.18450221802.

- William Herschel. . Abstracts of the Papers Printed in the Philosophical Transactions of the Royal Society of London. 1800–1814, 1: 271–272. doi:10.1098/rspl.1800.0148.

- Lynn, W. T. . The Observatory. 1907, 30: 103–105. Bibcode:1907Obs....30..103L.

- 本条目包含来自公有领域出版物的文本: Chisholm, Hugh (编).  (第11版). London: Cambridge University Press. 1911. – see, for instance, "Olbers," Britannica